# Ewa Kołodziej
Ewa Edyta Kołodziej, née le 2 septembre 1978 à Katowice, est une femme politique polonaise membre de la Plate-forme civique (PO).

## Biographie

### Formation et vie professionnelle
Elle est diplômée en sciences politiques de l'université de Silésie à Katowice. Elle travaille ensuite comme assistante parlementaire, auprès de l'association des Jeunes démocrates (SMD) et de la Plate-forme civique.

### Engagement politique
Elle se présente en 2002 aux élections municipales à Katowice mais n'est pas élue. Elle entre au conseil municipal à la suite d'une démission. Elle est réélue en 2010.
Dans la perspective des élections législatives du 9 octobre 2011, elle est investie par la PO en dixième position sur la liste de la circonscription de Katowice, conduite par Tomasz Tomczykiewicz. Elle remporte 14 149 voix de préférence, soit le quatrième score des candidats de la Plate-forme civique qui obtient sept sièges. Le 9 novembre, Ewa Kołodziej entre à la Diète à l'âge de 33 ans.
Réélue conseillère municipale en 2014, elle se représente aux élections législatives du 25 octobre 2015. Elle occupe de nouveau la dixième position de la liste que mène le ministre de la Santé Marian Zembala. La PO emporte cette fois-ci cinq mandats mais elle réalise le sixième résultat avec 5 745 votes de préférence.
Elle abandonne son siège le 11 novembre, mais le retrouve dès le 4 décembre, six jours après la mort de Tomasz Tomczykiewicz à qui elle succède.